# اسلوونی در المپیک تابستانی ۲۰۲۴
کاروان المپیکی اسلوونی، یکی از کاروان‌های حاضر در بازی‌های المپیک تابستانی ۲۰۲۴ بود. این بازی‌ها از ۲۶ ژوئیه تا ۱۱ اوت ۲۰۲۴ (۵ تا ۲۱ امرداد ۱۴۰۳ خورشیدی) به میزبانی پاریس، پایتخت فرانسه برگزار شد. این حضور، نهمین حضور کاروان مستقل اسلوونی در دوران پساشوروی در المپیک بود.

## مدال‌آوران
| مدال | نام           | ورزش     | رویداد           | تاریخ    |
| ---- | ------------- | -------- | ---------------- | -------- |
| طلا  | آندریا لشکی   | جودو     | ۶۳ کیلوگرم زنان  | ۳۰ ژوئیه |
| طلا  | جانجا گارنبرت | سنگ‌نوردی | ترکیبی زنان      | ۱۰ اوت   |
| نقره | تونی ودیشک    | قایقرانی | کایت فرمول مردان | ۹ اوت    |

## شرکت‌کنندگان
در جدول زیر، شرح ورزش‌هایی که ورزشکاران این کاروان به رقابت در آنها پرداختند قابل مشاهده است.
| ورزش              | مردان | زنان | کل |
| ----------------- | ----- | ---- | -- |
| تیراندازی با کمان | ۱     | ۱    | ۲  |
| دو و میدانی       | ۲     | ۵    | ۷  |
| قایقرانی          | ۲     | ۲    | ۴  |
| دوچرخه‌سواری       | ۴     | ۳    | ۷  |
| گلف               | ۰     | ۲    | ۲  |
| ژیمناستیک         | ۰     | ۲    | ۲  |
| هندبال            | ۱۴    | ۱۴   | ۲۸ |
| جودو              | ۱     | ۵    | ۶  |
| روئینگ            | ۱     | ۱    | ۲  |
| قایقرانی بادبانی  | ۳     | ۳    | ۶  |
| سنگ‌نوردی          | ۱     | ۲    | ۳  |
| شنا               | ۱     | ۴    | ۵  |
| تنیس روی میز      | ۳     | ۰    | ۳  |
| تکواندو           | ۱     | ۰    | ۱  |
| والیبال           | ۱۲    | ۰    | ۱۲ |
| کل                | ۴۶    | ۴۴   | ۹۰ |